# 疣微菌属
疣微菌属为疣微菌科的一个属。该属的模式种为多刺疣微菌（Verrucomicrobium spinosum）。

## 下属物种
- 多刺疣微菌 Verrucomicrobium spinosum Schlesner 1988